# میدن (کارولینای شمالی)
میدن (به انگلیسی: Maiden) شهری در ایالت کارولینای شمالی کشور ایالات متحده آمریکا است که جمعیت آن در سرشماری سال ۲۰۱۰ میلادی، ۳٬۳۱۰ نفر بوده‌است.